# Gerakies
Gerakies (en griego: Γερακιές, en turco: Yeracez) es un pueblo en el Distrito de Nicosia de Chipre, situado a 4 km al oeste de Moutoullas.